# Strobisme (photographie)
Le strobisme est une technique photographique consistant à utiliser un flash de reportage ou portatif compact de façon déportée, c’est-à-dire que le flash ne doit pas se trouver  sur la griffe porte-flash de l’appareil.

## Histoire
La technique du strobisme date des années cinquante avec le lancement des flashes portatifs du type Braun Hobby.
Le mot, lui, a été inventé par David Hobby dans les années 2010.